# Gmina Benton (hrabstwo Cass)

Położenie Gminy Benton w hrabstwie Cass

Gmina Benton (ang. Benton Township) – gmina w USA, w stanie Iowa, w hrabstwie Cass. Według danych z 2000 roku gmina miała 171 mieszkańców.